# آستا نیلسن
آستا نیلسن (دانمارکی: Asta Nielsen؛ ۱۱ سپتامبر ۱۸۸۱ – ۲۴ مهٔ ۱۹۷۲) هنرپیشهٔ سینمای صامت اهل دانمارک بود. او از محبوب‌ترین بازیگران نقش‌اول دههٔ ۱۹۱۰ و از نخستین ستاره‌های تاریخ سینما به‌شمار می‌رود.
نیلسن هفتاد و چهار فیلم بازی کرد که هفتاد تای آن در آلمان ساخته شد؛ جایی که او را به نام «آستا» (Die Asta) می‌شناختند. چهرهٔ پسرانهٔ نقاب‌گون و چشمان سیاهش او را مناسب نقش‌های مصمم پرشوری می‌کرد که در موقعیت‌های تراژیک گرفتار می‌آمدند. اجراهایش بیش از آن اروتیک و بی‌پروا بود که بی‌تیغ سانسور مجال نمایش در ایالات متحده آمریکا بیابد و از این‌رو در آنجا کمابیش ناشناخته و مهجور ماند. سهم آستا در گذار هنر سینما از بازیگری اغراق‌شدهٔ تئاتری به بازیگری ظریفِ ناتورالیستی انکارنشدنی است. از فیلم‌های مهمی که در آن‌ها حضور داشته می‌توان هملت، خیابان اندوه، روح‌های سرگردان، بوداهای زنده و هدا گابلر را نام برد.
آستا نیلسن در برلینِ دههٔ ۱۹۲۰ استودیوی فیلمسازی خودش را داشت اما سال ۱۹۳۷ با ظهور نازیسم به زادگاهش دانمارک بازگشت و به کارهای شخصی به‌عنوان نویسنده و هنرمند در دانشگاه ادامه داد.